# Węgry na Letnich Igrzyskach Olimpijskich 2000
Węgry na Letnich Igrzyskach Olimpijskich 2000 reprezentowało 178 zawodników, 109 mężczyzn i 69 kobiet.

## Zdobyte medale

### Złoto
| Zawodnik | Dyscyplina sportowa | Konkurencja             |
| --- | ------------------- | ----------------------- |
| Tímea Nagy | Szermierka          | Szpada indywidualnie    |
| Zoltán Kammerer Botond Storcz | Kajakarstwo         | K-2 500 m               |
| Gábor Horváth Zoltán Kammerer Ákos Vereckei Botond Storcz | Kajakarstwo         | K-4 1000 m              |
| György Kolonics | Kajakarstwo         | C-1 500 m               |
| Ferenc Novák Imre Pulai | Kajakarstwo         | C-2 500 m               |
| Szilveszter Csollány | Gimnastyka          | Ćwiczenia na kółkach    |
| Ágnes Kovács | Pływanie            | 200 m stylem klasycznym |
| Tibor Benedek Péter Biros Rajmund Fodor Tamás Kásás Gergely Kiss Zoltán Kósz Tamás Märcz Tamás Molnár Barnabás Steinmetz Zoltán Szécsi Bulcsú Székely Zsolt Varga Attila Vári | Piłka wodna         | Turniej mężczyzn        |

### Srebro
| Zawodnik | Dyscyplina sportowa  | Konkurencja            |
| --- | -------------------- | ---------------------- |
| Gábor Balogh | Pięciobój nowoczesny | Indywidualnie          |
| Katalin Kovács Szilvia Szabó | Kajakarstwo          | K-2 500 m              |
| Rita Kőbán Katalin Kovács Erzsebet Viski Szilvia Szabó | Kajakarstwo          | K-4 500 m              |
| Beatrix Balogh Rita Déli Ágnes Farkas Andrea Farkas Anikó Kántor Beatrix Kökény Anita Kulcsár Dóra Lőwy Anikó Nagy Ildikó Pádár Katalin Pálinger Krisztina Pigniczki Bojana Radulovics Beáta Siti Tamásné Zsémbery | Piłka ręczna         | Turniej kobiet         |
| Erzsébet Márkus | Podnoszenie ciężarów | Kategoria do 69 kg     |
| Sándor Bárdosi | Zapasy               | Styl klasyczny (85 kg) |

### Brąz
| Zawodnik                          | Dyscyplina sportowa | Konkurencja  |
| --------------------------------- | ------------------- | ------------ |
| Zsolt Erdei                       | Boks                | Waga średnia |
| Krisztián Bártfai Krisztián Veréb | Kajakarstwo         | K-2 1000 m   |
| Diána Igaly                       | Strzelectwo         | Skeet        |